# Marktplatz (Düsseldorf)
Der Marktplatz ist ein zentraler Platz in der Düsseldorfer Altstadt, der im Rahmen der ersten Stadterweiterung im 14. Jahrhundert angelegt und 1392 erstmals urkundlich erwähnt wurde. Er dient heute überwiegend repräsentativen und öffentlichen Zwecken und wird nur noch gelegentlich als Marktplatz genutzt. Ihn beherrschen das Rathaus und das Jan-Wellem-Reiterdenkmal.

## Lage und Umgebung
Der leicht trapezförmige Marktplatz wirkt fast quadratisch und misst etwa 50 mal 50 Meter. Er liegt zwischen dem Burgplatz und Marktstraße, der Zollstraße und der Bolkerstraße im Herzen der Altstadt und ist an allen vier Seiten bebaut. Der westliche und nördliche Teil wird vom Gebäudekomplex des Rathauses begrenzt. Der östliche Teil ist mit einer Gebäudereihe bebaut, in deren Erdgeschoss sich Ladenlokale und Gaststätten befinden, wobei nur die Häuser Nr. 12, 11, 10 und 9 dem Marktplatz zugeordnet werden. Der Süden des Platzes wird von dem Gebäude der Stadtkämmerei dominiert.

## Geschichte

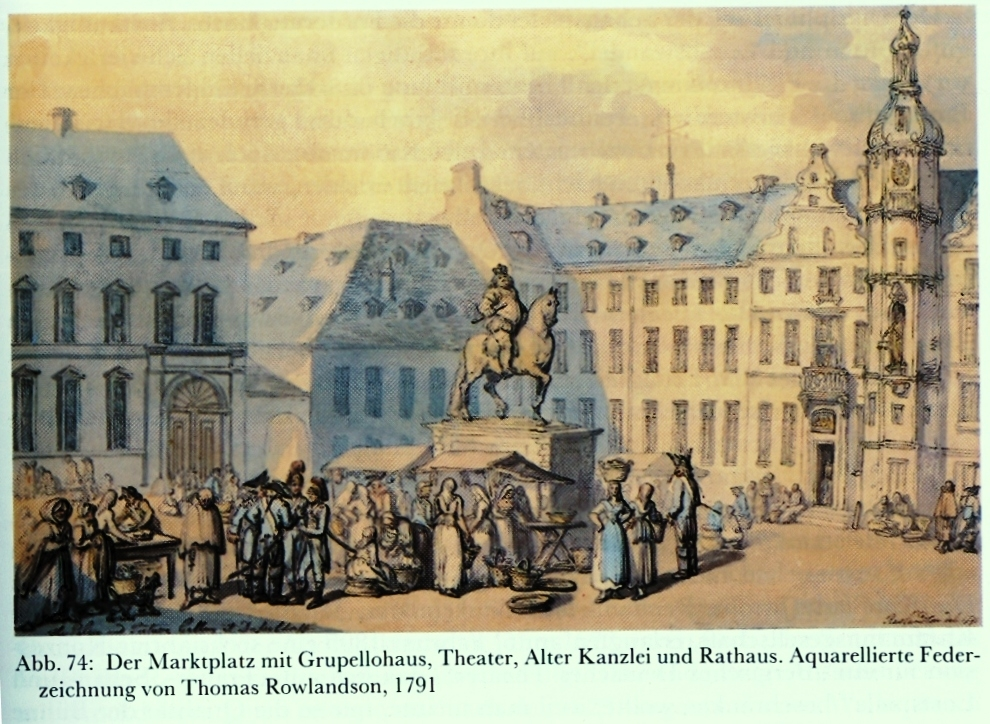
Marktplatz, 1791, aquarellierte Federzeichnung von Thomas Rowlandson

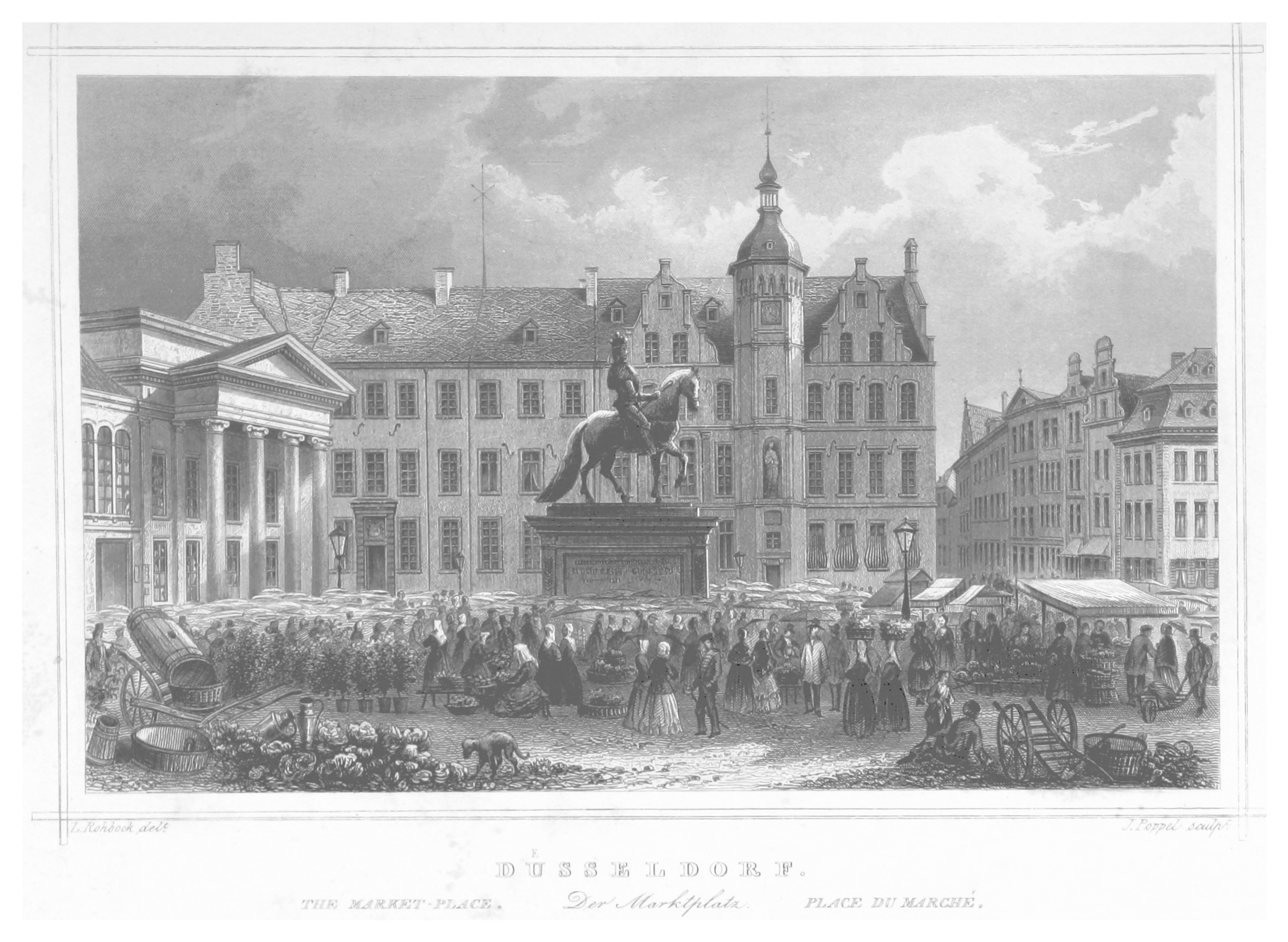
Marktplatz mit Theater und Altem Rathaus, 1852, Stahlstich von Johann Poppel

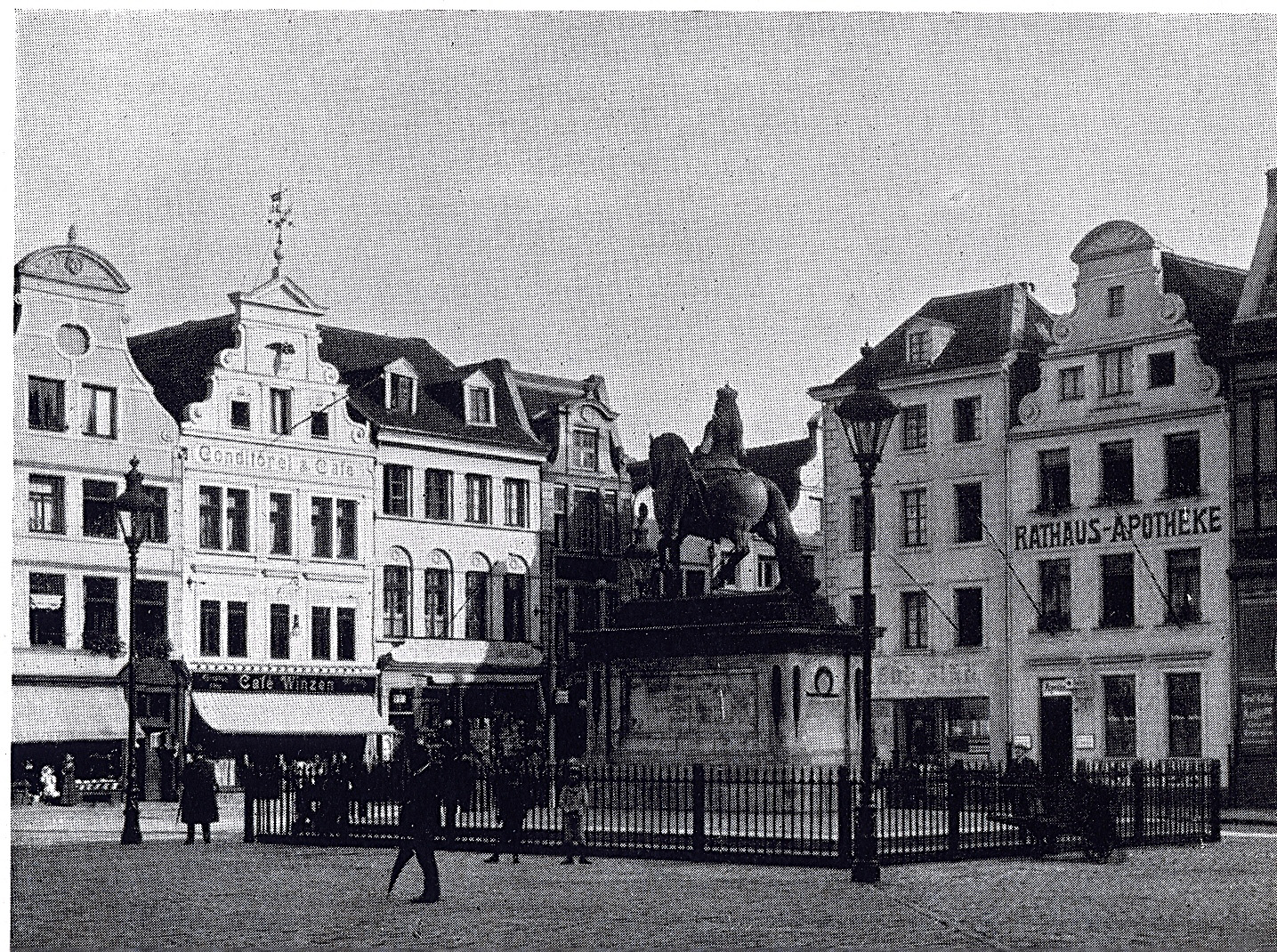
Marktplatz 1909

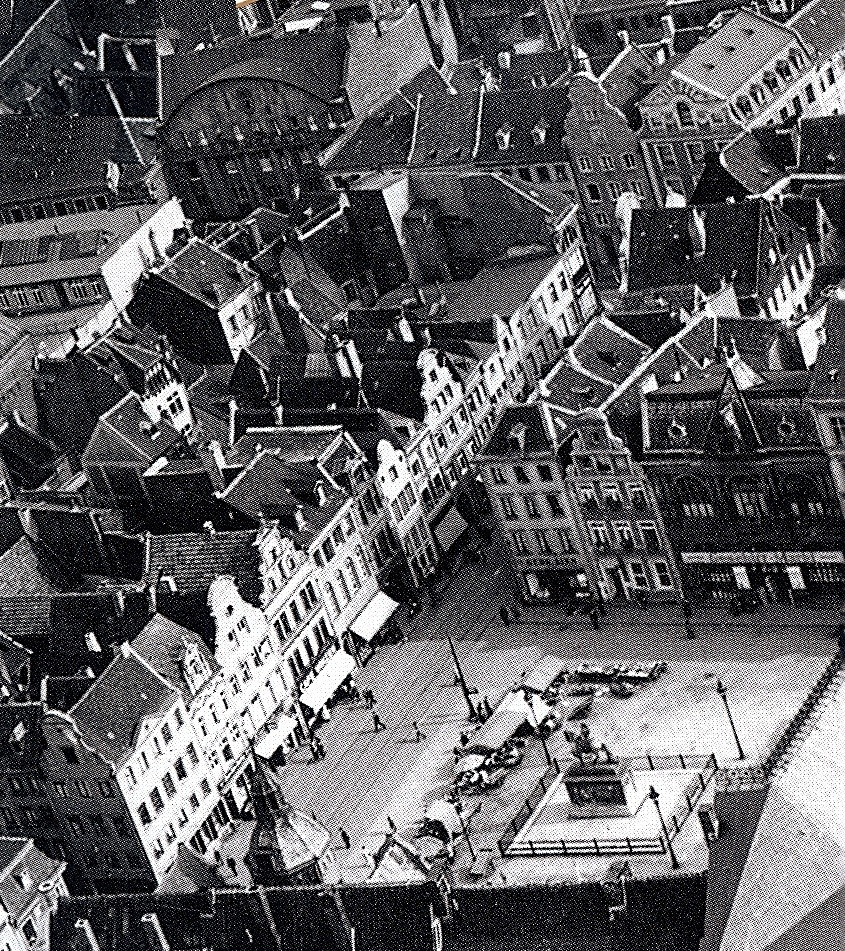
Marktplatz und Marktstraße 1909

Ursprünglich fand der Markt der kleinen Stadt Düsseldorf am Ende der Straße „Altestadt“ statt. In den Jahren der ersten Stadterweiterung (1382–1394) entstand ein neuer Markt an der heutigen Stelle, der bereits 1392 urkundlich erwähnt wurde. Der Marktplatz war der Ort öffentlicher Bekanntgaben und Ereignisse. 1526/27 predigte und disputierte in einem hier gelegenen Gasthaus Friedrich Myconius, ein Freund und Anhänger des Reformators Martin Luther. 1544 zogen der Bürgermeister, der Rat, die Schöffen in ein Gebäude an den Platz. Zwischen 1570 und 1573 wurde dieses Rathaus, gelegen an der nördlichen Seite des Platzes, durch den Duisburger Baumeister Heinrich Tußmann erneuert. Die Entwürfe stammen möglicherweise von dem Architekten Alessandro Pasqualini.
1739 wurde mit dem „Kommödienhaus“, im ehemaligen Gebäude des Gießhaus von Gabriel de Grupello, an der Stelle des baufällig gewordenen Hauses der bergischen Kanzler („Alte Kanzlei“), ein Theater errichtet, welches bis 1875 als Spielstätte diente. Hier startete Immermann zur Zeit der großen Düsseldorfer Kulturblüte in den 1830er Jahren mit der Immermann’schen Musterbühne den Versuch einer Reform im deutschen Theaterwesen. Nach Immermanns Tätigkeit als Theaterdirektor hatte sich das Haus unter zahlreich wechselnder Direktion künstlerisch nicht weiterentwickeln können. Ursache waren nicht zuletzt die hohen Pachtgebühren, die die Stadt den unternehmerisch tätigen Theaterleitern abverlangte. Das Gebäude wurde schließlich 1881 abgerissen und 1884 im rechten Winkel an das Alte Rathaus das Neue Rathaus nach Entwürfen des damaligen Stadtbaumeisters Eberhard Westhofen erbaut. Im Zweiten Weltkrieg beschädigt wurde der historistische Prachtbau in der Nachkriegszeit nicht rekonstruiert.

## Platzgestaltung und Bebauung

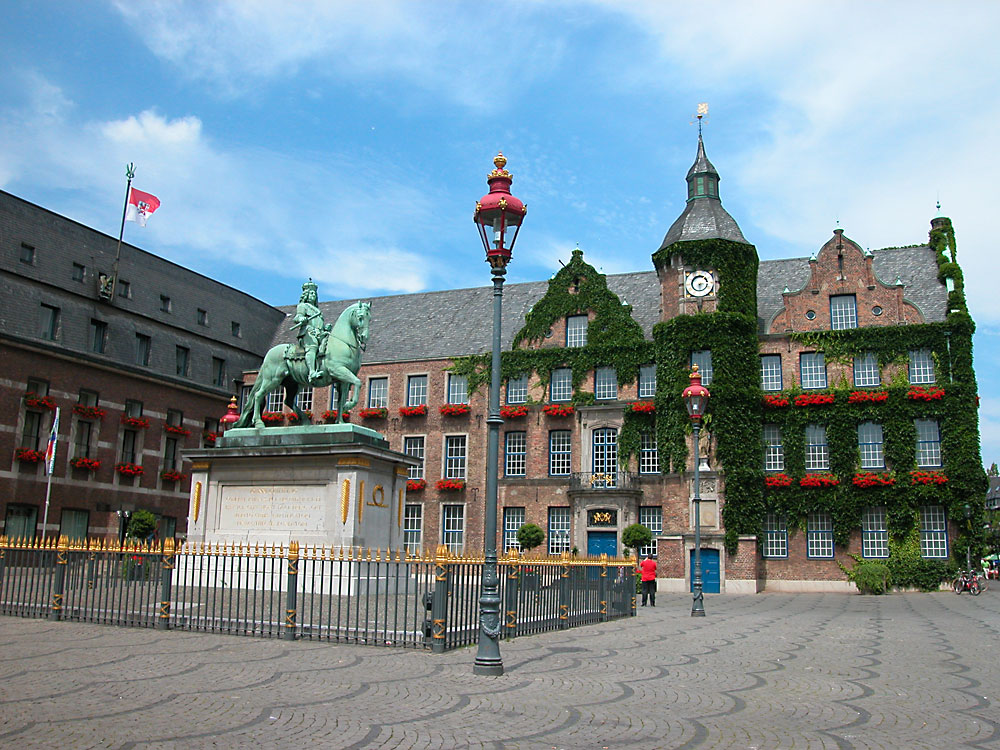
Blick von Süden nach Norden

Der gesamte nördliche und westliche Teil des Platzes wird vom Düsseldorfer Rathaus dominiert. Zahlreiche Gebäude, die den Platz säumen, stehen unter Denkmalschutz.
Auf dem Platz befindet sich eines der bedeutendsten Reiterstandbilder Deutschlands, das 1711 der italienisch-flandrische Bildhauer Gabriel de Grupello schuf. Das Denkmal zeigt den Kurfürsten Jan Wellem auf einem Pferd reitend. Der Kurfürst ließ für seinen Hofbildhauer um 1706 ein Haus errichten, das er ihm 1708 schenkte. Hier befanden sich unter anderem die Werkstätten und das Gießhaus des Künstlers, in dem auch das Reiterstandbild entstand. Das Gießhaus wurde später zu dem so genannten Grupellotheater umgebaut. Nach umfangreichen Ausbauten verblieb das Wohnhaus bis Mitte des 18. Jahrhunderts im Besitz der Familie Grupello und diente anschließend als Verwaltungsgebäude. Im Zweiten Weltkrieg zerstört, wurde es vereinfacht wieder aufgebaut und beherbergt heute den Ratssaal der Stadt Düsseldorf.

## Nutzung

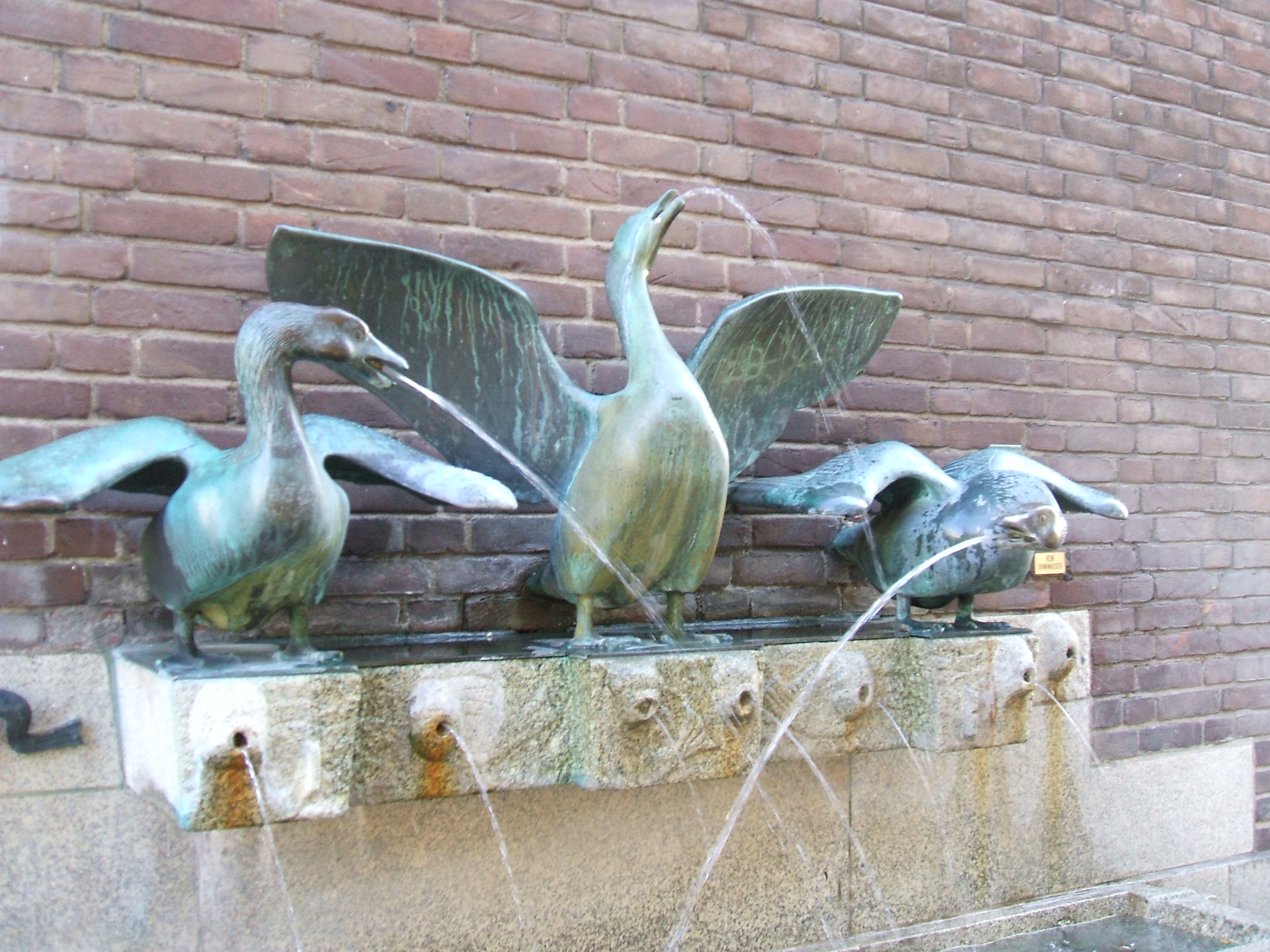
Gänsebrunnen von Willy Meller, 1956 an der Einmündung der Zollstraße

Der Marktplatz ist seit Jahrhunderten der zentrale Platz, an dem die Stadt Düsseldorf offizielle Ereignisse feiert und Gäste der Stadt begrüßt.

### Markt
Seit 1482 wurden Märkte auf dem Platz abgehalten. Im Rahmen der städtischen Expansion entstanden an anderen Plätzen konkurrierende Marktplätze. Spätestens ab 1910 hatte der Carlsplatz den Marktplatz als Standort für einen regelmäßigen Wochenmarkt abgelöst. Die heute einmal wöchentlich aufgebauten Marktstände sind touristischer Natur. Seit einigen Jahren findet vor dem Rathaus ein Weihnachtsmarkt statt. Darüber hinaus finden hier in unregelmäßigen Abständen marktähnliche Veranstaltungen wie Weinfeste oder Kunsthandwerkermärkte statt.

### Karneval
Jeweils am 11. November beginnt in Düsseldorf der Karneval, mit dem „Erwachen“ des Hoppeditz um Punkt 11:11 Uhr auf dem Marktplatz vor dem Rathaus. Der Platz ist dann voller karnevalbegeisterter Menschen, die dem närrischen und zum Teil bissig-ironischen Schlagabtausch zwischen dem Erzschelm und dem jeweiligen Oberbürgermeister beiwohnen möchten.
Am Rosenmontag zieht der Karnevalsumzug dann über den Marktplatz, vorbei am Balkon des Rathauses, wo sich neben dem Oberbürgermeister auch andere Persönlichkeiten des lokalpolitischen Lebens versammeln und das Spektakel beobachten. Der Marktplatz ist dann auch Standort einer Fernsehkamera, die den Karnevalszug live im Fernsehen überträgt.

### Sonstige Veranstaltungen und Nutzungen
Zum Martinstag, Mitte November, finden in den Düsseldorfer Stadtteilen zahlreiche Martinsumzüge statt. Der älteste und traditionsreichste wird in der Altstadt abgehalten. Am Ende des Umzuges findet auf dem Marktplatz ein kurzes Spiel der Martinsgeschichte statt, dessen Höhepunkt die Mantelteilung ist.
Wenig später, gegen Ende November, wird auf dem Marktplatz ein Tannenbaum aufgebaut. Seit 1979 schickt die norwegische Stadt Lillehammer einen großen Weihnachtsbaum nach Düsseldorf. Hintergrund sind die starken Wirtschaftsbeziehungen zwischen Norwegen und Nordrhein-Westfalen, insbesondere im Bereich der Energiewirtschaft.